# 蒲池則
蒲池 則（かまち すなお、1913年 - 1999年）は、福岡藩伝来の西国新陰流第13代宗家。通称は源三郎。武号は鎮浪（しげなみ）。
宇都宮久憲（蒲池久憲）の35代後。幼少の頃より、父の蒲池源三郎宗也から剣術を、伯父の蒲池鎮義から居合術と柔術をそれぞれ学び、伝授された。
（蒲池鎮義は、良移心当流柔術の名人と称される中村半助の養嗣子となり、中村源太郎鎮義と名乗った。）
その後、鎮浪は講道館の本部に入門し、三船久蔵からも指導を受け、1942年（昭和17年）に西国新陰流福岡藩伝第13代宗家となった。

## 関連
- 蒲池氏
- 有地新影流